# Яджна
Yajna (произнася се: „Ягия“ с ударение на първата сричка) на санскрит означава жертвоприношение.
Имало един полубог с еленова глава, който се казвал Яджна – той бил син на Акути и Ручи, съпруг на Дакшина. Бил убит от Вирабхадра по време на първото жертвоприношение, отслужвано от Дакша. От него бог Брахма създал съзвездието Мригаширас („Еленоглавия“) или Орион.